# Опель Арена (стадіон)
«Опель Арена» (нім. Opel Arena) — багатофункціональний стадіон у  місті Майнц, Німеччина, домашня арена ФК «Майнц 05». 
Стадіон побудований протягом 2009—2011 років та відкритий 3 липня 2011 року. З часу відкриття до 2016 року мав назву «Кофас Арена», пов'язану зі спонсорською угодою, укладеною з французькою страховою компанією «COFACE». У 2016 році укладено спонсорський контракт із компанією «Opel», в результаті чого стадіон було перейменовано на «Опель Арена». 
Загальна місткість чотирьох трибун арени становить 34 034 глядачі, з яких 19 700 забезпечені окремими сидячими місцями. Під час міжнародних матчів потужність знижується до 27 000 глядачів.
На стадіоні розташовані клубний магазин «Майнц 05», бізнес-клуб та ресторан.
У 2012 році арені було присвоєно премію «The Stadium Business Award» як найінноваційнішому стадіону в напрямку проектування. 

## Галерея

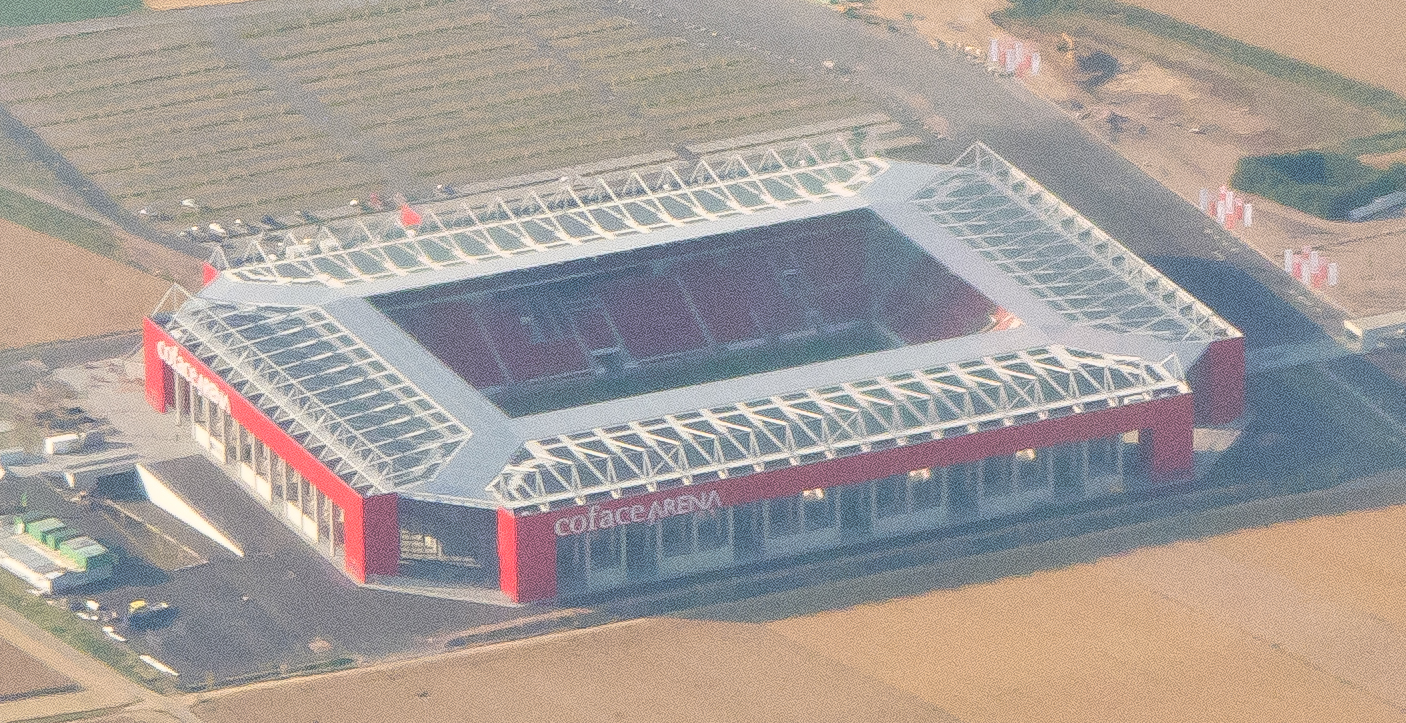
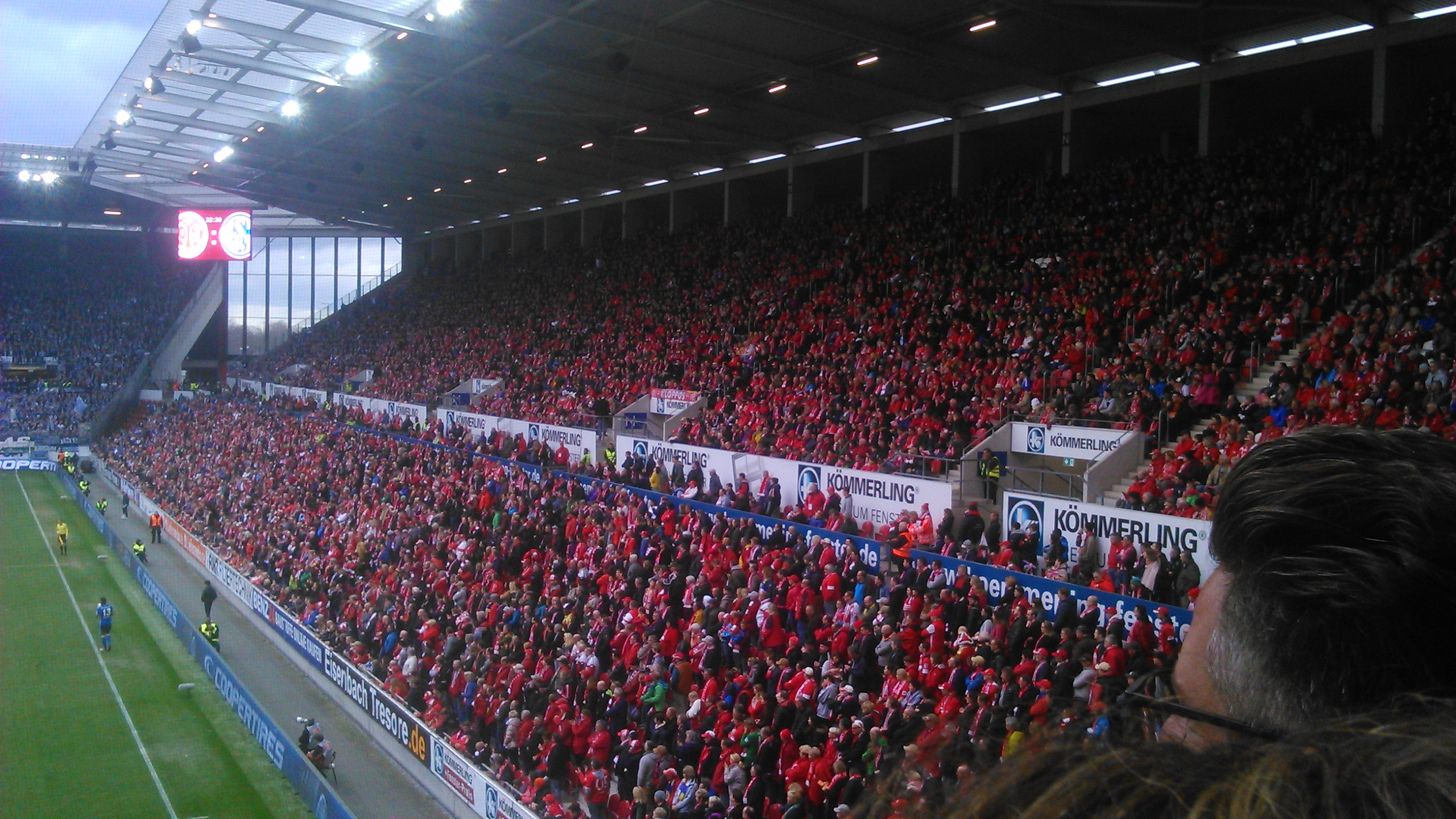
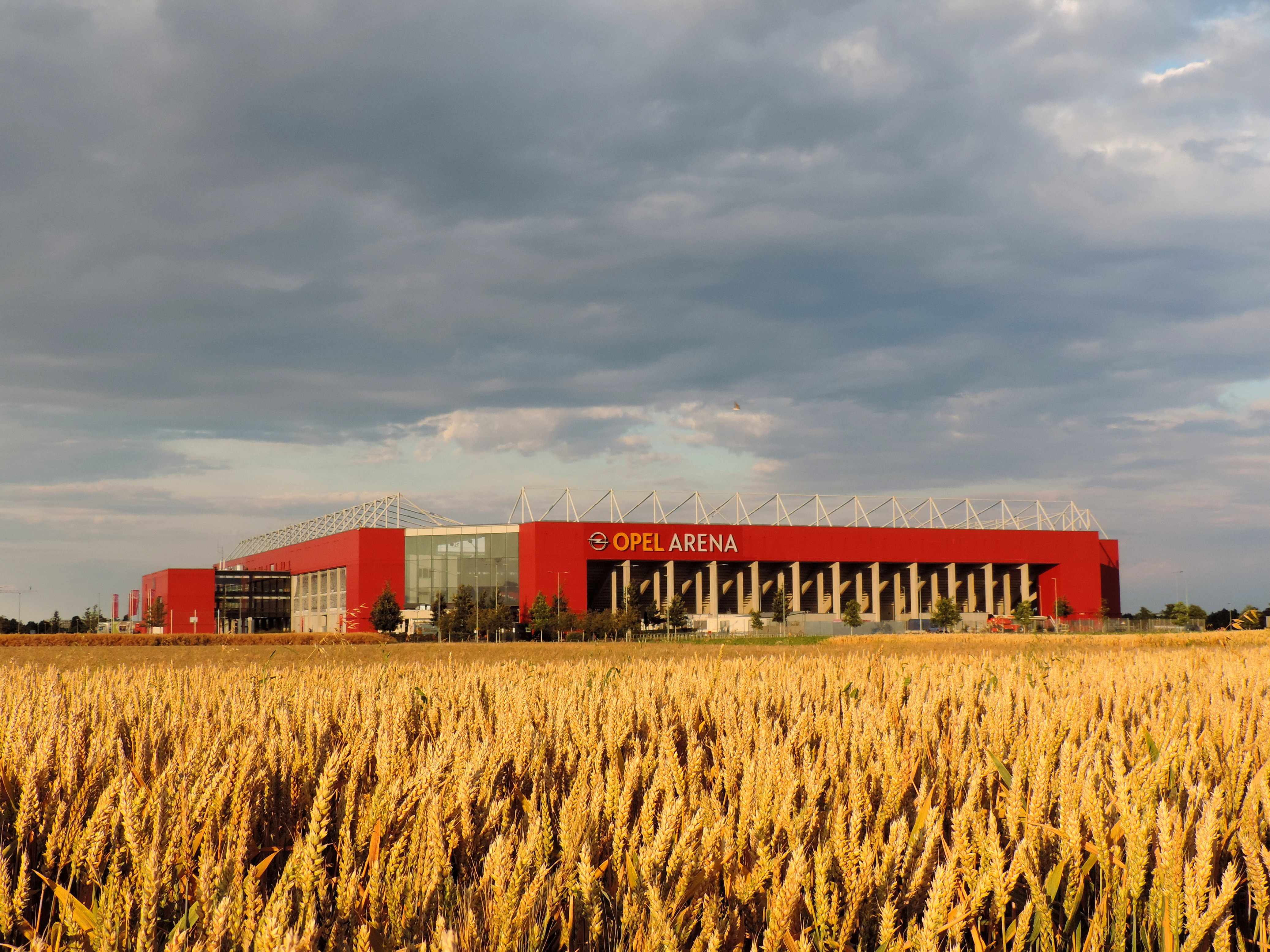
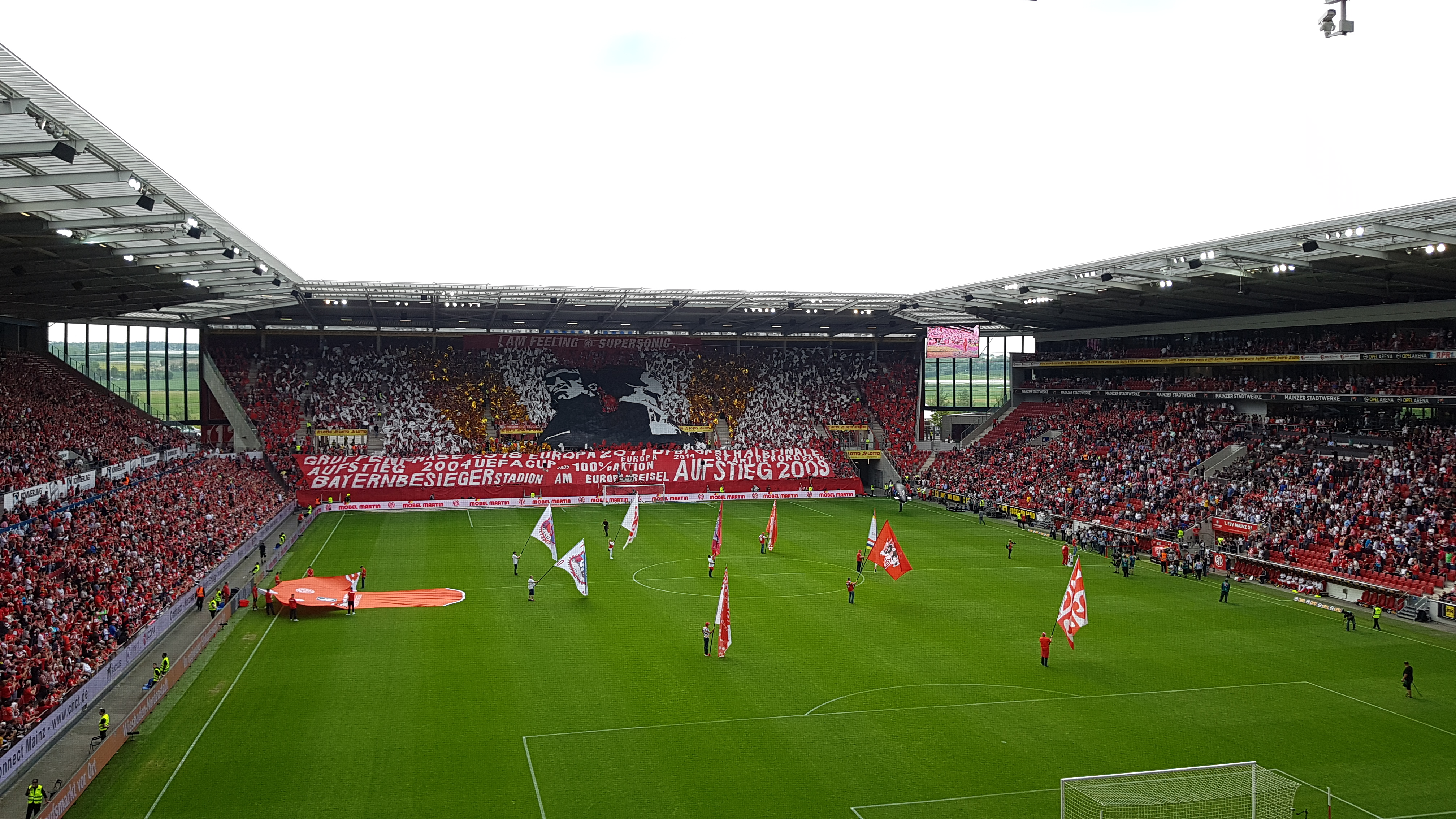